# Reuben Kosgei
Reuben Seroney Kosgei (né le 2 août 1979 à Kapsabet) est un athlète kényan, spécialiste du 3 000 mètres steeple.

## Biographie
En 2000, Reuben Kosgei devient champion olympiques sur 3 000 mètres steeple en 8 min 21 s 43. Il s'impose devant son compatriote Wilson Boit Kipketer et le Marocain Ali Ezzine.
L'année suivante, il remporte le titre aux championnats du monde grâce à un temps de 8 min 15 s 16.
À partir de 2009, Reuben Kosgei s'est reconverti sur marathon.

### Palmarès
| Date | Compétition                   | Lieu      | Résultat | Performance   |
| ---- | ----------------------------- | --------- | -------- | ------------- |
| 1998 | Championnats du monde juniors | Annecy    | 1er      | 8 min 23 s 76 |
| 2000 | Jeux olympiques               | Sydney    | 1er      | 8 min 21 s 43 |
| 2001 | Championnats du monde         | Edmonton  | 1er      | 8 min 15 s 16 |
| 2001 | Goodwill Games                | Brisbane  | 2e       | 8 min 18 s 63 |
| 2001 | Finale du Grand Prix IAAF     | Melbourne | 2e       | 8 min 17 s 64 |
| 2006 | Jeux du Commonwealth          | Melbourne | 3e       | 8 min 19 s 82 |

### Records
| Épreuve              | Performance   | Lieu      | Date         |
| -------------------- | ------------- | --------- | ------------ |
| 3 000 mètres steeple | 7 min 57 s 29 | Bruxelles | 24 août 2001 |